# Syngenta Group
Syngenta Group es una empresa multinacional suiza de biotecnología fabricante de productos químicos para la agricultura, y actualmente el grupo empresarial de agroquímica más grande del mundo. Con sede mundial en Basilea, Suiza, y centrales regionales en Chicago, Tel Aviv y Shanghái, Syngenta Group cuenta con unos 49.000 empleados en más de 100 países y tiene una facturación anual de 23.000 millones de dólares. Previamente a la formación del grupo, la compañía Syngenta AG había sido fundada en el año 2000, como resultado de la fusión de las divisiones agroquímicas de la compañía suiza Novartis y la compañía británico-sueca AstraZeneca. 
Syngenta Group se compone de cuatro divisiones: Syngenta Crop Protection, Syngenta Seeds, ADAMA, con sede en Israel, y Syngenta Group China.
Desde 2017, la compañía es propiedad de ChemChina (China Chemical National Corporation), la compañía número 144 del mundo por tamaño, la número 30 en China y el tercer grupo empresarial de productos químicos a nivel mundial, según la lista Fortune Global 500. La compañía cuenta con 138.652 empleados y una facturación anual 67.397 millones de facturación, y es propietaria de varias compañías locales e internacionales, como el fabricante de neumáticos Pirelli. La adquisición de Syngenta por parte de ChemChina es también la mayor adquisición por una empresa china de una empresa extranjera en la historia, cuyo valor fue de 43 billones de dólares.
Entre los productos que fabrica se encuentran las semillas para hortalizas y flores, nutrientes, insecticidas, fungicidas, herbicidas, tratamientos de semillas y medios de cultivo.
Desde 2016, el CEO de Syngenta AG, y posteriormente del Syngenta Group, es Eric Fyrwald (1959, West Virginia, EE. UU.), quien es también Consejero Delegado de la Fundación Syngenta.
Actualmente Syngenta Group se compone de las multinacionales Syngenta AG, ADAMA y de varias empresas de los grupos ChemChina y SinoChem. Antes de la formación del grupo en 2020, Syngenta AG estaba listada en las bolsas de Nueva York, Londres, Zúrich y Estocolmo.

## Divisiones del Grupo

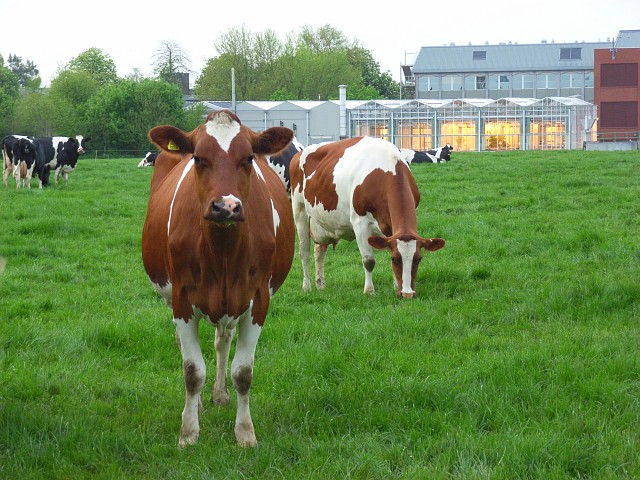
Centro de investigación internacional de Syngenta en Jealott's Hill, Berkshire, Reino Unido.

Syngenta Group, con sede mundial en Basilea, Suiza, cuenta con cuatro unidades de negocio:
- Syngenta Crop Protection, con sede en Basilea, Suiza.
- Syngenta Seeds, con sede en Chicago, Estados Unidos.
- ADAMA, con sede en Tel Aviv, Israel.
- Syngenta Group China, con sede en Shanghái, China.

## Historia
Con sede en Basilea, Syngenta se formó el año 2000 por la fusión de Novartis Agribusiness y Zeneca Agrochemicals (la división agroquímica de la actual compañía Astra Zeneca). Sus raíces datan de 1758,  cuando Johann Rudolf Geigy-Gemuseus de Basilea comerciaba con productos químicos de todo tipo. En 1876, los laboratorios Sandoz empezaron el negocio en Basilea, seguidos en 1884 por Ciba.
Estas tres compañías pasaron a formar Novartis en 1995; Ciba-Geigy, formada en 1971, se concentró en la protección de cultivos y Sandoz más en las semillas.
En 2001, la compañía funda la Fundación Syngenta (en inglés, The Syngenta Foundation for Sustainable Agriculture).
Desde la formación de la compañía en el año 2000 y en los años posteriores tienen lugar varias adquisiciones. 
El 8 de mayo de 2015, Syngenta rechaza una oferta no solicitada de adquisición por parte de su competidora Monsanto, considerando que había sido infravalorado el precio de sus acciones.
En 2016, el grupo ChemChina anunció la intención de adquirir Syngenta, compra que tuvo en lugar en 2017, por 43.000 millones de dólares, la mayor adquisición por una empresa china de una empresa extranjera en la historia.
En junio de 2020, se crea Syngenta Group, el cual integra las compañías de Syngenta AG, ADAMA Ltd y todas las compañías y activos de negocio de agricultura en China de las grandes corporaciones Sinochem y ChemChina, incluyendo Sinochem Agriculture, Sinochem MAP, Yangnong Group, China Seed, Yanbei y SINOFERT; convirtiéndose así Syngenta Group en el mayor grupo empresarial agroquímico del mundo. La dirección del grupo se mantiene en Suiza.

## Fusiones y adquisiciones
- 1758: Se funda Geigy, con sede en Suiza, en cuyo origen reside la actual Syngenta mediante formaciones empresariales que van evolucionando en los últimos siglos a través de Sandoz (Suiza), Ciba (Suiza) e ICI, Imperial Chemical Industries (Reino Unido) como protagonistas.[20]
- 2000: Creación de la compañía Syngenta AG, con sede en Basilea, Suiza, al fusionarse las divisiones de agroquímica de Novartis (Suiza) y AstraZeneca (Reino Unido y Suecia).
- 2004: Syngenta adquiere Golden Harvest (EE. UU.).
- 2004: Syngenta adquiere acciones de Dia-Engei (Japón).
- 2004: Syngenta y Fox Paine adquieren Advanta BV (Países Bajos).
- 2006: Syngenta adquire Emergent Genetics Vegetable A/S (Dinamarca).[21]

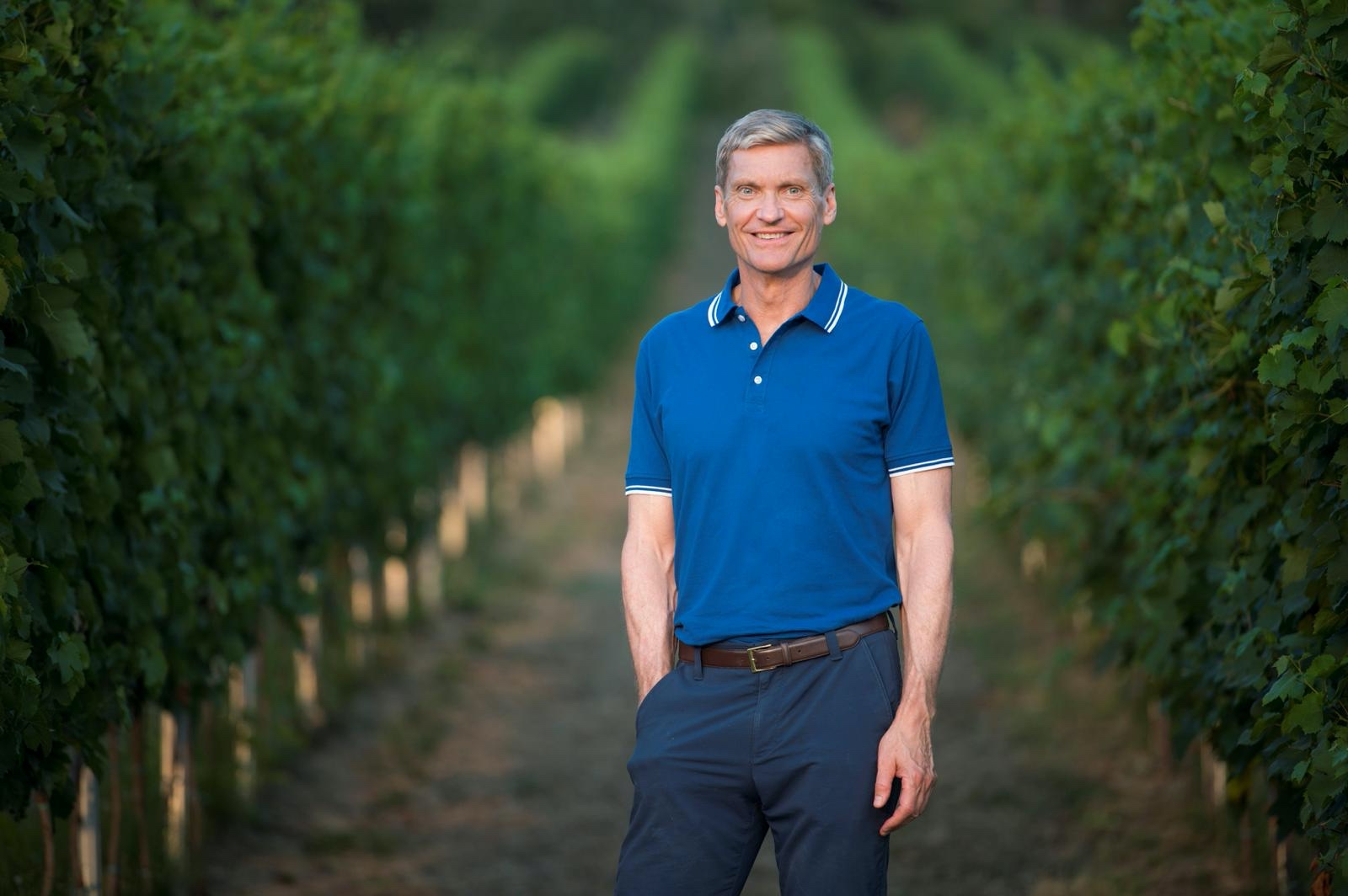
Eric Fyrwald, CEO de Syngenta AG desde 2016 y de Syngenta Group desde 2020, y Consejero Delegado de la Fundación Syngenta.

- 2006: Syngenta adquiere Conrad Fafard, Inc. (EE. UU.).
- 2007: Syngenta adquiere Fischer (Alemania).[22]
- 2008: Syngenta adquiere Goldsmith Seeds (EE. UU.), actualmente conocida como Syngenta Flowers.
- 2008: Syngenta adquire las divisiones de Chrysanthemum y Aster de Yoder Brothers (EE. UU.).
- 2008: Syngenta adquiere SPS (Argentina).
- 2009: Syngenta adquiere división de semillas de girasol de Monsanto (EE. UU.).
- 2009: Syngenta adquiere Circle One Global (EE. UU.).[23]

- 2009: Syngenta Ventures invierte en Metabolon (EE. UU.).
- 2009: Syngenta adquiere Synergene Seed & Technology, Inc. (EE. UU.).
- 2009: Syngenta adquiere Pybas Vegetable Seed Co., Inc. (EE. UU.).
- 2010: Syngenta adquiere la división de Maribo Seed de Nordic Sugar (Dinamarca)
- 2011: ChemChina adquiere ADAMA (Israel).
- 2012: Syngenta adquiere Pasteuria Bioscience, Inc. (EE. UU.).[24]

- 2012: Syngenta adquiere DevGen (Bélgica).[25]
- 2012: Syngenta adquiere Sunfield Seeds (EE. UU.).[26]
- 2013: Syngenta adquiere MRI Seed Zambia Ltd. (Zambia).[27]
- 2013: Syngenta adquiere MRI Agro (Zambia).[27]
- 2014: Syngenta adquiere Società Produttori Sementi (Italia).[28]
- 2014: Syngenta adquiere divisiones de Lantmännen (Suecia).[29]
- 2015: ChemChina adquiere Syngenta por 43.000 millones de dólares, la mayor adquisición de la historia de una empresa extranjera por una empresa china.
- 2017: Syngenta adquire China Foods Ltd., también conocida como COFCO International Ltd. (China).
- 2018: Syngenta adquiere Floranova (Reino Unido).
- 2019: Syngenta adquiere The Cropio Group (Ucrania).[30]
- 2020: creación de Syngenta Group, manteniendo la sede en Basilea, Suiza. Las gigantes corporaciones chinas ChemChina y Sinochem fusionan todas sus empresas y activos de agricultura en China, y ChemChina forma Syngenta Group, que gestiona ahora además de la multinacional Syngenta AG, la compañía israelí ADAMA,[31][32] dichas empresas, incluyendo Sinochem Agriculture, Sinochem MAP, Yangnong Group, China Seed, Yanbei y SINOFERT.[17][18]
- 2020: Syngenta Group adquiere Valagro (Italia).[12]

## Unidades de negocio
Syngenta Group tiene varias líneas de negocios:

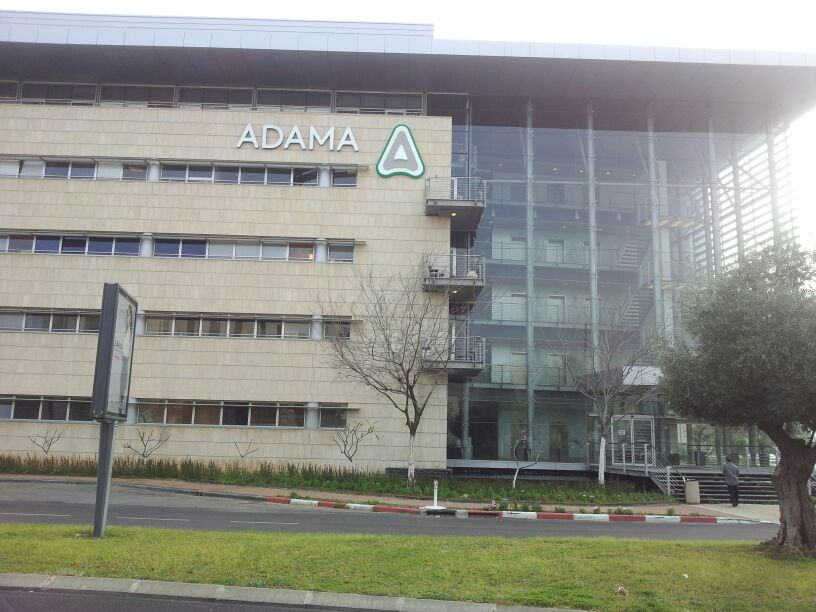
Sede de ADAMA en City Airport, Tel Aviv, Israel, y una de las cuatro divisiones de Syngenta Group.

Pesticidas:
- Sede de ADAMA en City Airport, Tel Aviv, Israel, y una de las cuatro divisiones de Syngenta Group.Herbicidas selectivos.
- Herbicidas no selectivos.
- Fungicidas.
- Insecticidas.
- Productos profesionales.

Semillas:
- Cultivos extensivos.
- Hortalizas.
- Flores.
- Syngenta Flowers.

## Productos
Entre las marcas de Syngenta Group se encuentran:
- Aleksander Aamodt Kilde, embajador de marca de Syngenta Group desde 2020.[33]Aatrex (atrazina).
- Actara.
- Amistar (azoxistrobina).
- Callisto.
- Cruiser (TMX, Thiamethoxam).
- Daconil (Clorohalonil).
- DualGold.
- Golden Harvest.
- Garst.
- Northrup-King (NK).
- Rogers.
- S&G.
- Gramoxone (paraquat).
- Vigor (TMX, Thiamethoxam).

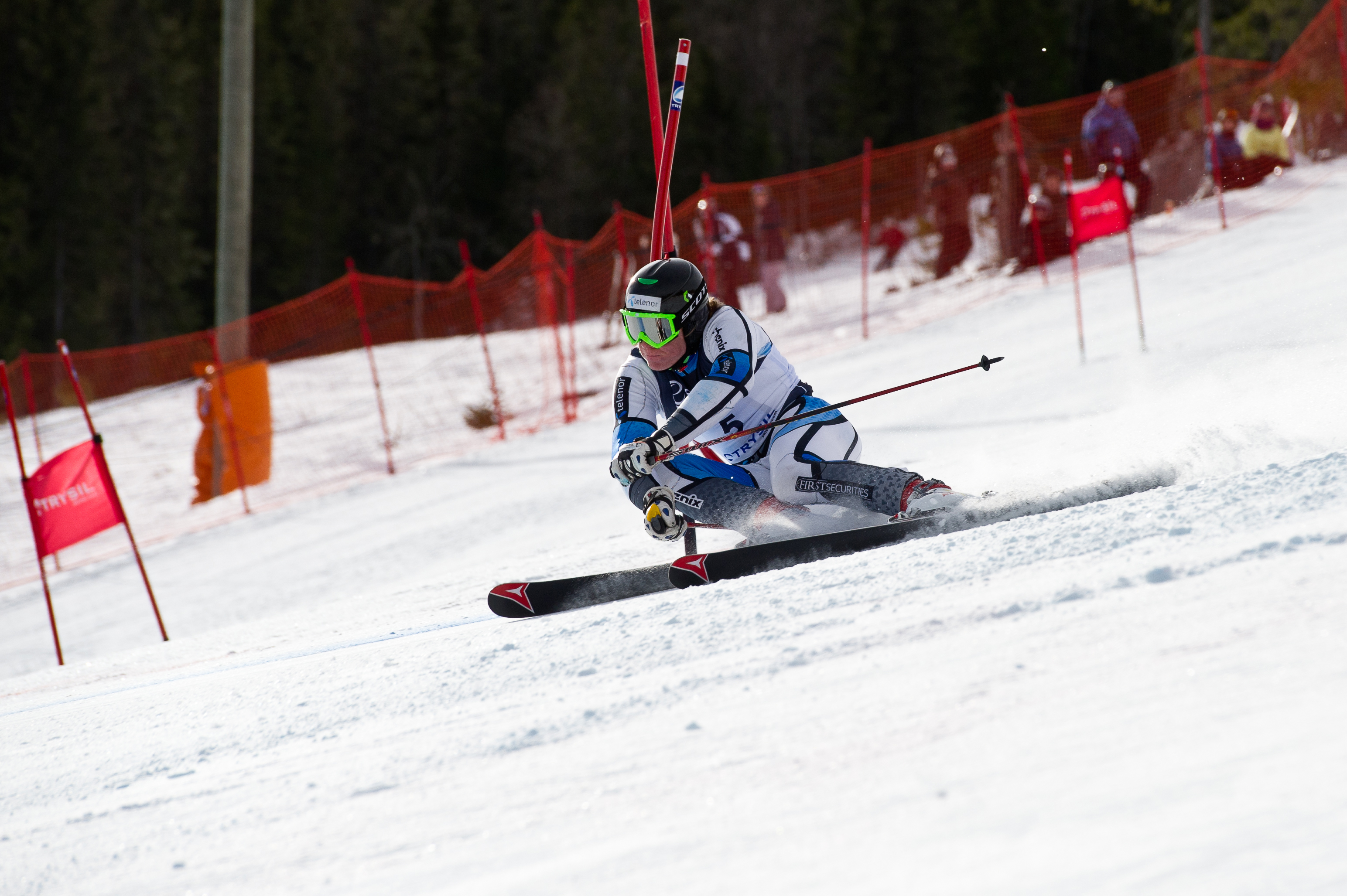
Aleksander Aamodt Kilde, embajador de marca de Syngenta Group desde 2020.

- TMX (Thiamethoxam), es un insecticida de segunda generación dentro la clase neonicotinoides patentado por Syngenta.
- Syngenta Flowers.

Los principales competidores de Syngenta Group son: BASF y Dow-DuPont (actualmente conocida como Corteva), Bayer (incluyendo Montsanto, la cual adquirió en 2018), FMC, Sumitomo Chemical y Yara.

## Syngenta Group en España
En la actualidad, Syngenta Group emplea en España a más de 650 personas:
- Por una parte, Syngenta España S.A. tiene dos centros de producción en España, una especializada en la formulación y envasado de agroquímicos ubicada en O Porriño, Pontevedra (Galicia) y otra dedicada a las semillas oleaginosas en Carmona, Sevilla. Además de sus oficinas centrales en Madrid, y comerciales en Barcelona, Valencia, Murcia y Sevilla, la compañía cuenta también con centros de investigación en El Ejido (Almería) y Torrepacheco (Murcia). En total, la división de Syngenta España S.A.  emplea en España a 550 personas.
- Por otra parte, Adama Agriculture España, S.A. tiene las oficinas centrales en Madrid y una fábrica en Humanes de Madrid,[34] empleando en total a 105 personas en España.[35]

## La marca de Syngenta Group

Logotipo de Syngenta AG, creado en el año 2000 por Interbrand, que sirve actualmente como marca de dos de las unidades de negocio del Grupo Syngenta.

El logotipo y nombre del Syngenta AG fue creado en el año 2000 por la agencia Interbrand, del Grupo Omnicom. Respecto al nombre, este se compone de dos partes: “Syn” que proviene del griego y representa el concepto de “sinergia”, y “gen”, procedente del latín, que representa el valor humano. Así, pretende representar el concepto de “aunando a las personas”. La hoja verde del logotipo es conocida en inglés como el “accent leaf”, y el logotipo en su conjunto es la representación de la marca actual para dos de las divisiones de Syngenta Group.
El logotipo de ADAMA, compañía israelí parte del holding Syngenta Group, tiene como origen de su nombre el significado de ADAMA: “tierra” en hebreo. Además, “ADAM” recuerda a humanidad, “AMA” en muchos idiomas a “madre”, la cual vincula con naturaleza, y las iniciales “MA” recuerdan a “Makhteshim Agan”, el nombre original de la compañía. Respecto a su representación gráfica, es una “A” mayúscula.

Logotipo de ADAMA, compañía de Syngenta Group.

Con la nueva formación empresarial de Syngenta Group en 2020, éste lanza una nueva identidad visual para el grupo, inclusive un nuevo logotipo que se compone de cuatro hojas, que representan las cuatro estaciones que tienen lugar en muchas partes del mundo y las cuales facilitan la agricultura, y a través de los colores de los cuatro elementos de la naturaleza esenciales para la agricultura: la tierra, el agua, la vegetación y la luz solar.
Aleksander Aamodt Kilde, el esquiador noruego ganador de la Copa del Mundo en la disciplina supergigante, y que ostenta también dos victorias en la Copa del Mundo de Esquí Alpino, es embajador de la marca de Syngenta Group desde 2020.

## Polémicas

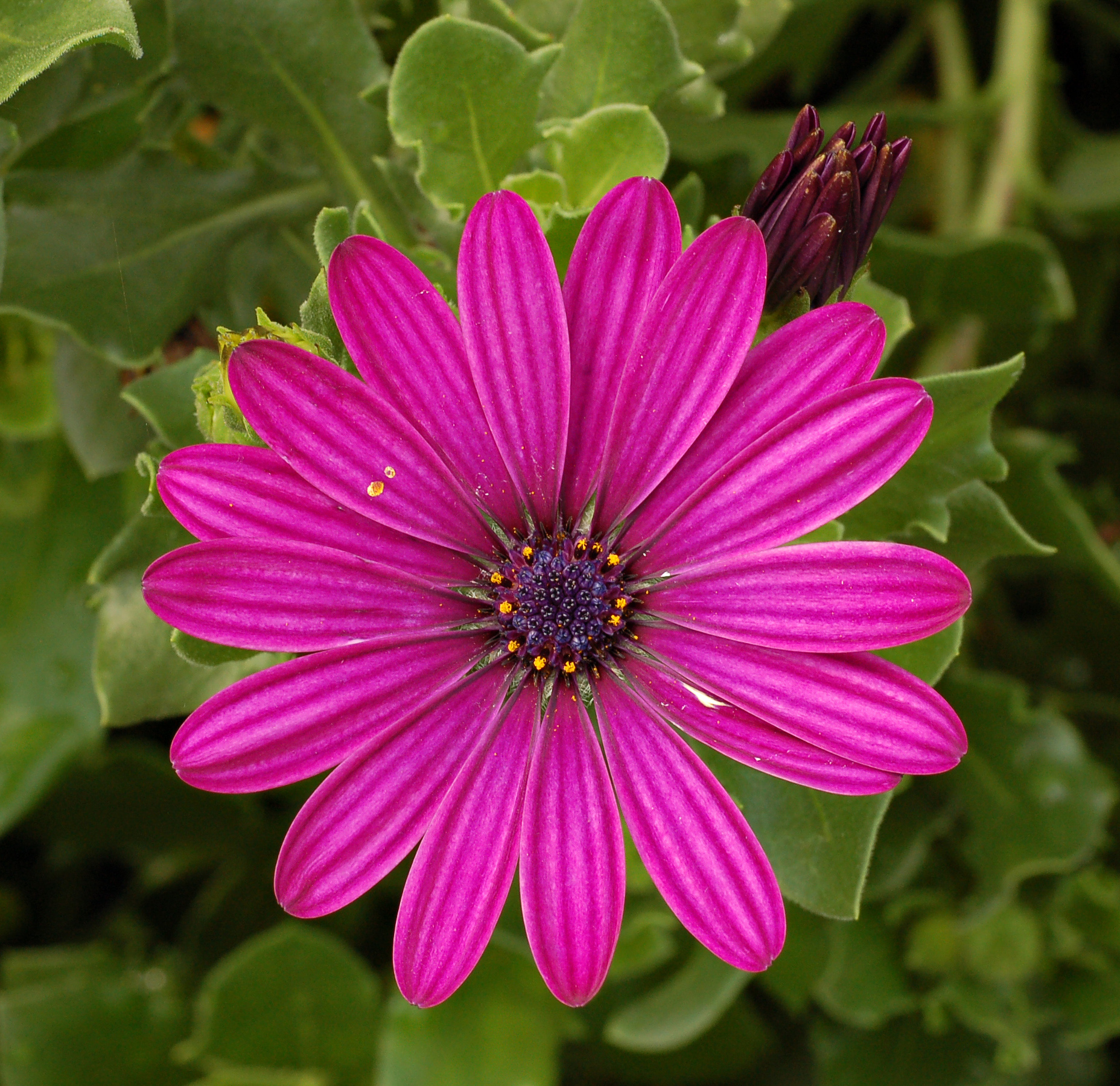
Cultivo de un Osteospermum de Syngenta “Tradewinds Deep Purple.” Esta flor fue parte de los ensayos hortícolas de Penn State 2008.

### Brasil
El 21 de octubre de 2007, un militante brasileño del Movimiento de los Trabajadores Rurales Sin Tierra lideraba un grupo de jornaleros que ocuparon una de las haciendas de investigación de semillas de la compañía para protestar contra los organismos genéticamente modificados y a favor de la ocupación de tierras de cultivo para las familias de agricultores sin tierra. Al iniciarse la ocupación, un equipo de NF Security llegó en un minibus y se enfrentó a los manifestantes con armas de fuego. Un manifestante y un guardia de seguridad murieron, y varias personas más resultaron heridas.
La investigación de la policía brasileña se completó en noviembre de 2007, culpando a nueve empleados y al dueño de la empresa de seguridad del enfrentamiento y la muerte del manifestante; el líder del MST fue culpado de allanamiento. La investigación concluyó que el activista fue alcanzado por disparos en el abdomen y la pierna. El guarda de seguridad recibió un disparo en la cabeza. Otras ocho personas resultaron heridas, cinco de ellas jornaleros.
La Corte Civil de Cascavel emitió la orden de desocupar la finca el 20 de diciembre de 2007.  and on 12 June 2008, the remaining MST members left the Santa Teresa site they had been occupying. En octubre de 2008, Syngenta donó una finca de 123 hectáreas al Instituto de Agronomía de Paraná (IAPAR) para la investigación de la biodiversidad, recuperación de áreas degradadas y sistemas de producción agrícola, así como programas de educación ambiental.
En noviembre de 2015, el juez Pedro Ivo Moreiro, de la primera corte Civil de Cascavel, ordenó a Syngenta pagar una compensación a la familia de Valmir Mota de Oliveira (“Keno”), matado durante el ataque, y a Isabel Nascimento dos Santos, que resultó herida. En esta sentencia el juez estableció que “referirse a lo que ocurrió como un enfrentamiento es cerrar los ojos a la realidad, ya que […] no hay duda de que, en realidad, se trató de una masacre disfrazada de recuperación de una propiedad”. La versión de los acontecimientos ofrecida por Syngenta fue rechazada por la Corte. En mayo de 2010 Syngenta fue condenada por el IV Tribunal Permanente Popular por violar los Derechos Humanos en Brasil.

### Respuesta a la invasión rusa de Ucrania
Syngenta sigue operando en Rusia a pesar de la invasión de Ucrania y de las sanciones internacionales impuestas a la economía rusa. La empresa sigue siendo un actor importante en el sector agrícola ruso, suministrando pesticidas y semillas a los agricultores locales. Ha sido criticada por proseguir su actividad comercial en el país sin cambios, obteniendo una calificación de "F" en un ranking de empresas que no han cesado ni reducido sus operaciones en Rusia. Ha sido condenada por priorizar las ganancias sobre la ética. El presidente ucraniano, Volodymyr Zelenskyy, ha denunciado a las empresas que continúan operando en Rusia, afirmando que el mercado ruso está "inundado de sangre". Syngenta no solo ha permanecido en Rusia, sino que también ha anunciado aumentos de precios en sus productos, lo que ha suscitado dudas sobre si está aprovechando la situación para obtener beneficios económicos. Los críticos argumentan que su permanencia en el país fortalece la industria agrícola rusa, apoyando indirectamente el esfuerzo bélico del país.